# 黃志華
黃志華（？—），香港音樂評論人，嶺南大學文化研究碩士，筆名有李謨如、許雲封、周慕瑜（《成報》副刊「談天版」專欄「樂與歌」，與已故填詞人羅鏘鳴共用筆名）等。1980年代起開始撰寫樂評，其後主要研究香港流行音樂文化與歷史。著書超過十部，如《被遺忘的瑰寶：香港流行曲裡的中國風格旋律》等。黃志華早年分別居住在跑馬地景光街及北角七姊妹道187號至193號的遠東大廈，就讀快活谷幼稚園、北角聖維德英文書院小學部（小一）、北角街坊會陳維周夫人紀念學校（小二至小六）以及筲箕灣東官立中學。

## 出版書籍
- 話說填詞（與盧國沾合著）（1989）
- 粵語流行曲四十年（1990）
- 正視音樂（1996）
- 早期香港粵語流行曲1950-1974（2000）[5][6]
- 香港詞人詞話（2003[7][8]，2021年修訂[9][10]）
- 粵語歌詞創作談（2003）
- 被遺忘的瑰寶：香港流行曲裏的中國風格旋律(探討篇)（2005）
- 曲詞雙絕：胡文森作品研究（2008）[11][12]
- 香港歌詞導賞（2009）
- 詞家有道：香港16詞人訪談錄（與朱耀偉、梁偉詩合著）（2010）
- 香港歌詞八十談（與朱耀偉合著）（2011）
- 呂文成與粵曲、粵語流行曲（2012）[13][14]
- 原創先鋒：粵曲人的流行曲調創作（2014）
- 盧國沾詞評選（2015）[15][16]
- 香港詞人系列──盧國沾（2016）[17]
- 詞家有道：香港19詞人訪談錄（與朱耀偉、梁偉詩合著）（2016）
  - 負責訪問鄭國江、黎彼得、盧國沾、向雪懷、盧永強、潘源良、林夕、周禮茂、劉卓輝、周耀輝、張美賢、黃偉文、喬靖夫、李峻一、林若寧、周博賢、陳詠謙、梁柏堅及小克。
- 實用小曲作法（2017）
- 情迷粵語歌（2018）[18][19][20]

## 《說新詞》章節提及的歌曲名單
|    | 歌名             | 原唱      | 歌曲派台年份 |
| -- | ---------------- | --------- | ------------ |
| 1  | 羅賓             | 張敬軒    | 2016年       |
| 2  | 女神             | 鄭欣宜    | 2016年       |
| 3  | 圓               | 江海迦    | 2016年       |
| 4  | 說散就散         | 陳詠桐    | 2016年       |
| 5  | 山林道           | 謝安琪    | 2016年       |
| 6  | 雅俗             | 鄧小巧    | 2015年       |
| 7  | 差一點我們會飛   | 黃淑蔓    | 2015年       |
| 8  | 小確幸           | 陳凱彤    | 2015年       |
| 9  | 安徒生的錯       | 林奕匡    | 2015年       |
| 10 | 難查字           | 李拾壹    | 2015年       |
| 11 | 哲學家           | 盧巧音    | 2015年       |
| 12 | 戰場上的最後探戈 | C AllStar | 2015年       |
| 13 | 高山低谷         | 林奕匡    | 2014年       |
| 14 | 獨家村           | 謝安琪    | 2014年       |
| 15 | 心藥             | 張德蘭    | 2014年       |
| 16 | 木偶             | 鄒文正    | 2014年       |
| 17 | 差詞             | C AllStar | 2013年       |
| 18 | 老調兒           | C AllStar | 2013年       |
| 19 | 任我行           | 陳奕迅    | 2013年       |
| 20 | 負親             | 小肥      | 2013年       |
| 21 | 水百合           | 王菀之    | 2011年       |

- 文字聲律與粵語歌創作（2020）[21]

## 填詞作品
黃志華除了擔當樂評人以外，自己也曾經擔當填詞人。1997年，黃志華應熊熊兒童合唱團高層，80-90年代著名填詞人祖詩邀請，為15首聖誕歌曲填上中文歌詞，包括《聖誕距今只有五六日》 (All I Want For Christmas Is My Two Front Teeth)、《雪車可會取道青馬橋》 (Here Come's Santa Claus)、《雪人來了》 (Frosty The Snowman) 等等。其中祖詩最喜歡《雪車可會取道青馬橋》。